# حاجي غلام أحمد بلال
حاجي غلام أحمد بلور  هو سياسي في باكستان